# Puchar Świata w biegach narciarskich 2014/2015
Sezon 2014/2015 Pucharu Świata w biegach narciarskich rozpoczął się 29 listopada w fińskiej Ruce, a zakończył się 15 marca, w norweskim Oslo podczas „maratonu narciarskiego”.
Obrończynią Pucharu Świata wśród kobiet była Norweżka Therese Johaug, a wśród mężczyzn Norweg Martin Johnsrud Sundby. W tym roku najlepsi okazali się Norweżka: Marit Bjørgen i Szwajcar Dario Cologna.
Najważniejszą imprezą sezonu były Mistrzostwa Świata w Narciarstwie Klasycznym 2015 w Falun.
20 lipca 2016 Międzynarodowa Federacja Narciarska ogłosiła, że ze względu na pozytywny wynik testu dopingowego Martina Johnsrud Sundby’ego podczas dwóch kontroli, po zawodach w Davos i Toblach zostały anulowane jego wyniki w dwóch biegach. W związku z tym stracił on również zdobyte punkty, za miejsca w tych biegach, przez co w klasyfikacji generalnej Pucharu Świata spadł z 1 miejsca na 6. Ponadto stracił zwycięstwo w klasyfikacji generalnej Tour de Ski 2015.

## Zwycięzcy

### Kobiety

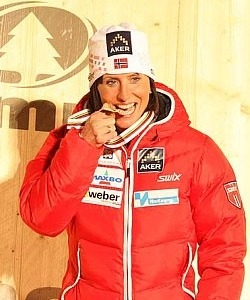
Marit Bjørgen – zwyciężczyni klasyfikacji generalnej Pucharu Świata, zwyciężczyni Tour de Ski, zwyciężczyni klasyfikacji biegów dystansowych, zwyciężczyni klasyfikacji sprintów
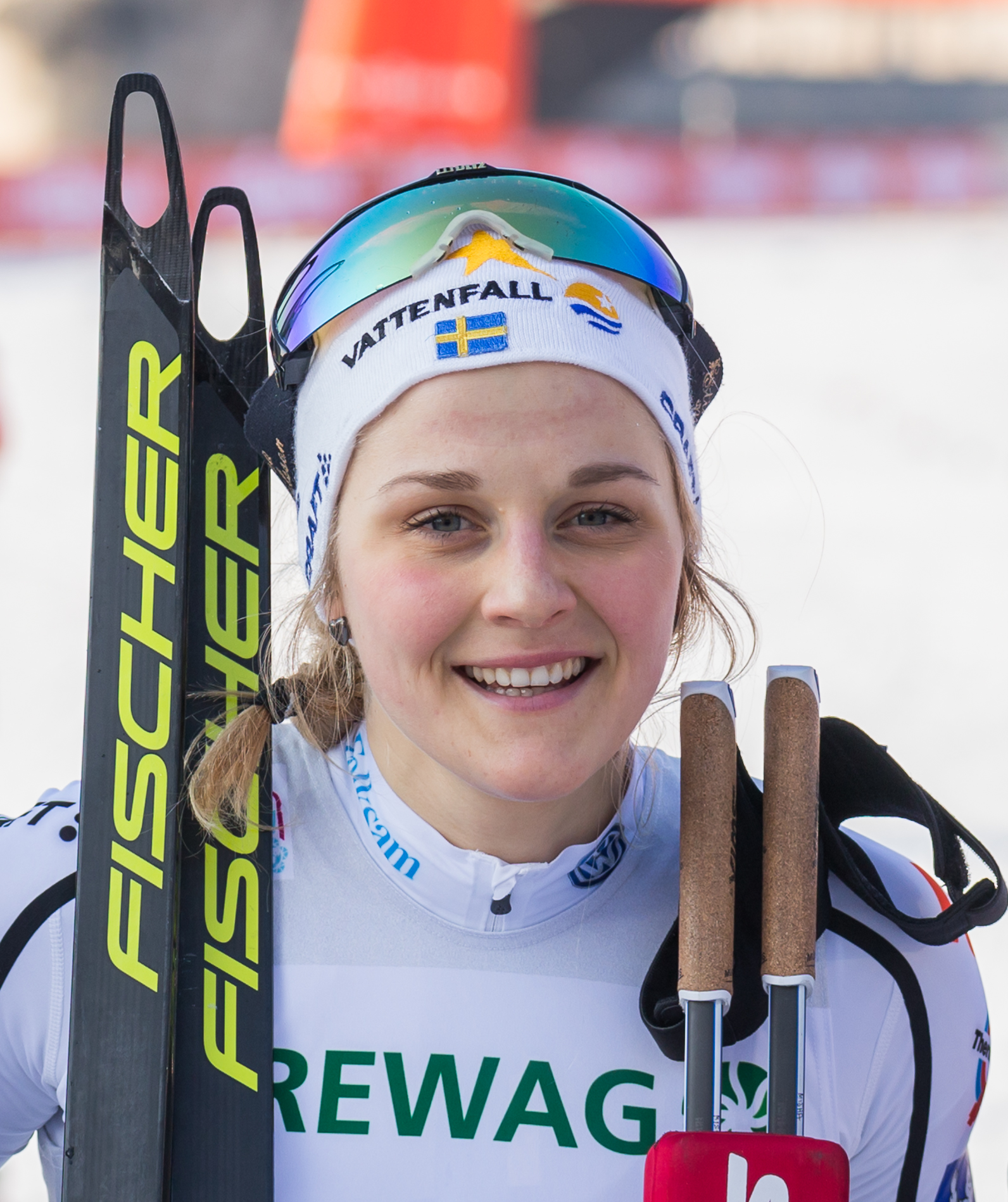
Stina Nilsson – zwyciężczyni klasyfikacji Helvetia U-23
Reprezentacja Norwegii – zwycięzca klasyfikacji Pucharu Narodów

### Mężczyźni

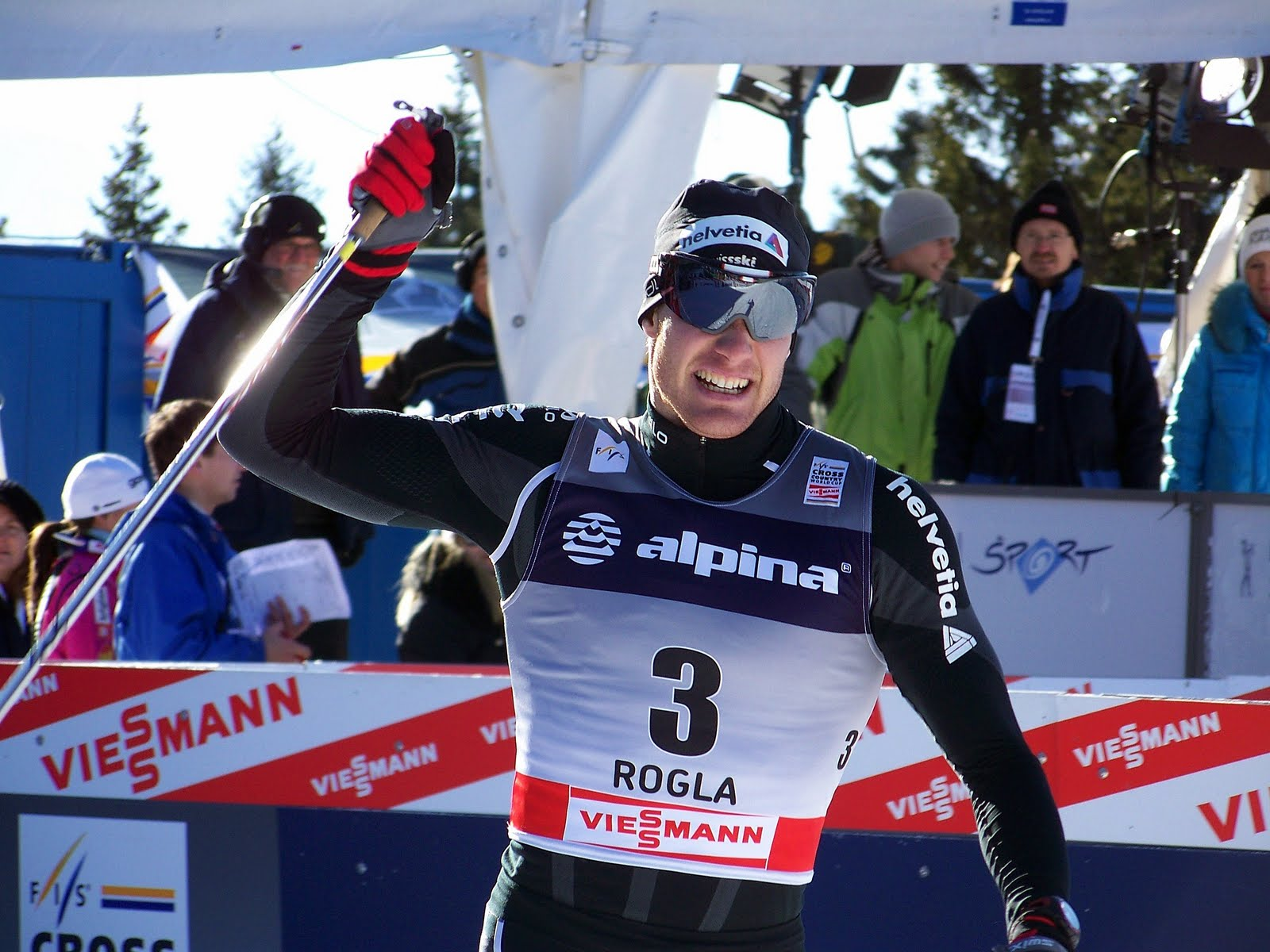
Dario Cologna – zwycięzca klasyfikacji generalnej Pucharu Świata, zwycięzca klasyfikacji biegów dystansowych
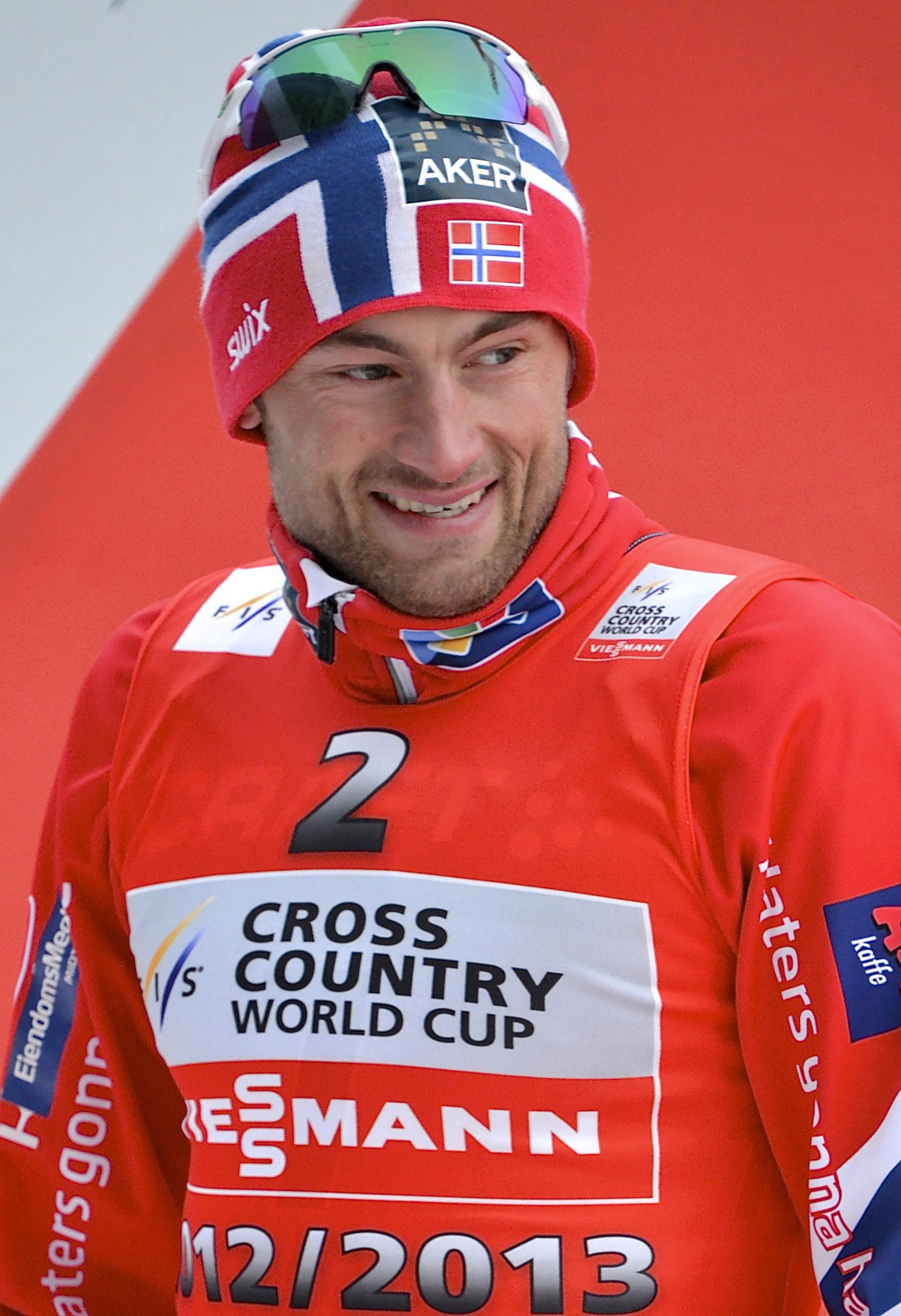
Petter Northug – zwycięzca Tour de Ski
Finn Hågen Krogh – zwycięzca klasyfikacji sprintu
Francesco De Fabiani – zwycięzca klasyfikacji Helvetia U-23
Reprezentacja Norwegii – zwycięzca klasyfikacji Pucharu Narodów

## Kalendarz i wyniki

### Kobiety
| Lp.                                                                                  | Miejscowość                             | Dystans                                 | Data                                    | Szczegóły | 1. miejsce                                   | 2. miejsce                                                   | 3. miejsce                                  |
| ------------------------------------------------------------------------------------ | --------------------------------------- | --------------------------------------- | --------------------------------------- | --------- | -------------------------------------------- | ------------------------------------------------------------ | ------------------------------------------- |
| 1.                                                                                   | Ruka                                    | Sprint s. klasycznym                    | 29 listopada 2014                       | szczegóły | Marit Bjørgen                                | Katja Višnar                                                 | Maiken Caspersen Falla                      |
| 2.                                                                                   | Ruka                                    | 10 km s. klasycznym                     | 30 listopada 2014                       | szczegóły | Therese Johaug                               | Marit Bjørgen                                                | Charlotte Kalla                             |
| Lillehammer Tour (5 – 7 grudnia 2014)                                                |                                         |                                         |                                         |           |                                              |                                                              |                                             |
|                                                                                      | Lillehammer                             | Sprint s. dowolnym                      | 5 grudnia 2014                          | szczegóły | Marit Bjørgen                                | Celine Brun-Lie                                              | Heidi Weng                                  |
|                                                                                      | Lillehammer                             | 5 km s. dowolnym                        | 6 grudnia 2014                          | szczegóły | Therese Johaug                               | Marit Bjørgen                                                | Heidi Weng                                  |
|                                                                                      | Lillehammer                             | 10 km s. klasycznym (bieg pościgowy)    | 7 grudnia 2014                          | szczegóły | Therese Johaug                               | Heidi Weng                                                   | Marit Bjørgen                               |
| 3.                                                                                   | Lillehammer Tour – klasyfikacja końcowa | Lillehammer Tour – klasyfikacja końcowa | Lillehammer Tour – klasyfikacja końcowa | szczegóły | Marit Bjørgen                                | Therese Johaug                                               | Heidi Weng                                  |
| Lillehammer Tour                                                                     |                                         |                                         |                                         |           |                                              |                                                              |                                             |
| 4.                                                                                   | Davos                                   | 10 km s. klasycznym                     | 13 grudnia 2014                         | szczegóły | Therese Johaug                               | Marit Bjørgen                                                | Kerttu Niskanen                             |
| 5.                                                                                   | Davos                                   | Sprint s. dowolnym                      | 14 grudnia 2014                         | szczegóły | Ingvild Flugstad Østberg                     | Maiken Caspersen Falla                                       | Celine Brun-Lie                             |
| 6.                                                                                   | La Clusaz                               | 15 km bieg łączony                      | 20 grudnia 2014                         | [ c ]     | odwołany                                     | odwołany                                                     | odwołany                                    |
| 7.                                                                                   | La Clusaz                               | Sztafeta 4×5 km                         | 21 grudnia 2014                         | [ c ]     | odwołany                                     | odwołany                                                     | odwołany                                    |
| 6.                                                                                   | Davos                                   | 10 km s. dowolnym                       | 20 grudnia 2014                         | szczegóły | Marit Bjørgen                                | Nicole Fessel                                                | Heidi Weng                                  |
| 7.                                                                                   | Davos                                   | Sprint s. dowolnym                      | 21 grudnia 2014                         | szczegóły | Marit Bjørgen                                | Stina Nilsson                                                | Ingvild Flugstad Østberg                    |
| Tour de Ski (3 – 11 stycznia 2015)                                                   |                                         |                                         |                                         |           |                                              |                                                              |                                             |
|                                                                                      | Oberstdorf                              | 3,2 km s. dowolnym (prolog)             | 3 stycznia 2015                         | szczegóły | Marit Bjørgen                                | Heidi Weng                                                   | Ragnhild Haga                               |
|                                                                                      | Oberstdorf                              | 10 km s. klasycznym (bieg pościgowy)    | 4 stycznia 2015                         | szczegóły | Marit Bjørgen                                | Heidi Weng                                                   | Therese Johaug                              |
|                                                                                      | Val Müstair                             | Sprint s. dowolnym                      | 6 stycznia 2015                         | szczegóły | Marit Bjørgen                                | Heidi Weng                                                   | Ingvild Flugstad Østberg                    |
|                                                                                      | Toblach                                 | 5 km s. klasycznym                      | 7 stycznia 2015                         | szczegóły | Marit Bjørgen                                | Therese Johaug                                               | Heidi Weng                                  |
|                                                                                      | Toblach                                 | 15 km s. dowolnym (bieg pościgowy)      | 8 stycznia 2015                         | szczegóły | Marit Bjørgen                                | Heidi Weng                                                   | Therese Johaug                              |
|                                                                                      | Val di Fiemme                           | 10 km s. klasycznym (start masowy)      | 10 stycznia 2015                        | szczegóły | Therese Johaug                               | Marit Bjørgen                                                | Heidi Weng                                  |
|                                                                                      | Val di Fiemme                           | 9 km s. dowolnym (bieg pościgowy)       | 11 stycznia 2015                        | szczegóły | Therese Johaug                               | Heidi Weng                                                   | Marit Bjørgen                               |
| 8.                                                                                   | Tour de Ski – klasyfikacja końcowa      | Tour de Ski – klasyfikacja końcowa      | Tour de Ski – klasyfikacja końcowa      | szczegóły | Marit Bjørgen                                | Therese Johaug                                               | Heidi Weng                                  |
| Zakończenie Tour de Ski                                                              |                                         |                                         |                                         |           |                                              |                                                              |                                             |
| 9.                                                                                   | Otepää                                  | Sprint s. klasycznym                    | 17 stycznia 2015                        | szczegóły | Ingvild Flugstad Østberg                     | Stina Nilsson                                                | Celine Brun-Lie                             |
| 10.                                                                                  | Otepää                                  | Sprint drużynowy s. dowolnym            | 18 stycznia 2015                        | szczegóły | Szwecja I Ida Ingemarsdotter · Stina Nilsson | Norwegia I Maiken Caspersen Falla · Ingvild Flugstad Østberg | Polska Justyna Kowalczyk · Sylwia Jaśkowiec |
| 11.                                                                                  | Rybińsk                                 | 10 km s. dowolnym                       | 23 stycznia 2015                        | szczegóły | Astrid Jacobsen                              | Elizabeth Stephen                                            |                                             |
| 12.                                                                                  | Rybińsk                                 | Sprint s. dowolnym                      | 24 stycznia 2015                        | szczegóły | Jennie Öberg                                 | Natalja Matwiejewa                                           | Laurien van der Graaff                      |
| 13.                                                                                  | Rybińsk                                 | 15 km bieg łączony                      | 25 stycznia 2015                        | szczegóły | Julija Czekalowa Martine Ek Hagen            | Riitta-Liisa Roponen                                         | Stefanie Böhler                             |
| 14.                                                                                  | Östersund                               | Sprint s. klasycznym                    | 14 lutego 2015                          | szczegóły | Marit Bjørgen                                | Maiken Caspersen Falla                                       | Stina Nilsson                               |
| 15.                                                                                  | Östersund                               | 10 km s. dowolnym                       | 15 lutego 2015                          | szczegóły | Charlotte Kalla                              | Marit Bjørgen                                                | Therese Johaug                              |
| Mistrzostwa Świata w Narciarstwie Klasycznym 2015 w Falun (18 lutego – 1 marca 2015) |                                         |                                         |                                         |           |                                              |                                                              |                                             |
| 16.                                                                                  | Lahti                                   | Sprint s. dowolnym                      | 7 marca 2015                            | szczegóły | Marit Bjørgen                                | Ingvild Flugstad Østberg                                     | Kikkan Randall                              |
| 17.                                                                                  | Lahti                                   | 10 km s. klasycznym                     | 8 marca 2015                            | szczegóły | Marit Bjørgen                                | Heidi Weng                                                   | Charlotte Kalla                             |
| 18.                                                                                  | Drammen                                 | Sprint s. klasycznym                    | 11 marca 2015                           | szczegóły | Maiken Caspersen Falla                       | Heidi Weng                                                   | Marit Bjørgen                               |
| 19.                                                                                  | Oslo                                    | 30 km s. dowolnym (start masowy)        | 15 marca 2015                           | szczegóły | Marit Bjørgen                                | Therese Johaug                                               | Astrid Jacobsen                             |
| Zakończenie Sezonu 2014/2015                                                         |                                         |                                         |                                         |           |                                              |                                                              |                                             |

### Mężczyźni
| Lp.                                                                                  | Miejscowość                             | Dystans                                 | Data                                    | Szczegóły | 1. miejsce                                     | 2. miejsce                                    | 3. miejsce                                   |
| ------------------------------------------------------------------------------------ | --------------------------------------- | --------------------------------------- | --------------------------------------- | --------- | ---------------------------------------------- | --------------------------------------------- | -------------------------------------------- |
| 1.                                                                                   | Ruka                                    | Sprint s. klasycznym                    | 29 listopada 2014                       | szczegóły | Eirik Brandsdal                                | Petter Northug                                | Sondre Turvoll Fossli                        |
| 2.                                                                                   | Ruka                                    | 15 km s. klasycznym                     | 30 listopada 2014                       | szczegóły | Iivo Niskanen                                  | Martin Johnsrud Sundby                        | Sami Jauhojärvi                              |
| Lillehammer Tour (5 – 7 grudnia 2014)                                                |                                         |                                         |                                         |           |                                                |                                               |                                              |
|                                                                                      | Lillehammer                             | Sprint s. dowolnym                      | 5 grudnia 2014                          | szczegóły | Pål Golberg                                    | Aleksiej Pietuchow                            | Finn Hågen Krogh                             |
|                                                                                      | Lillehammer                             | 10 km s. dowolnym                       | 6 grudnia 2014                          | szczegóły | Martin Johnsrud Sundby                         | Finn Hågen Krogh                              | Sjur Røthe                                   |
|                                                                                      | Lillehammer                             | 15 km s. klasycznym (bieg pościgowy)    | 7 grudnia 2014                          | szczegóły | Didrik Tønseth                                 | Aleksiej Połtoranin                           | Martin Johnsrud Sundby                       |
| 3.                                                                                   | Lillehammer Tour – klasyfikacja końcowa | Lillehammer Tour – klasyfikacja końcowa | Lillehammer Tour – klasyfikacja końcowa | szczegóły | Martin Johnsrud Sundby                         | Finn Hågen Krogh                              | Sjur Røthe                                   |
| Lillehammer Tour                                                                     |                                         |                                         |                                         |           |                                                |                                               |                                              |
| 4.                                                                                   | Davos                                   | 15 km s. klasycznym                     | 13 grudnia 2014                         | szczegóły | Didrik Tønseth                                 | Dario Cologna                                 | Sjur Røthe                                   |
| 5.                                                                                   | Davos                                   | Sprint s. dowolnym                      | 14 grudnia 2014                         | szczegóły | Finn Hågen Krogh                               | Anders Gløersen                               | Eirik Brandsdal                              |
| 6.                                                                                   | La Clusaz                               | 30 km bieg łączony                      | 20 grudnia 2014                         | [ c ]     | odwołany                                       | odwołany                                      | odwołany                                     |
| 7.                                                                                   | La Clusaz                               | Sztafeta 4×7,5 km                       | 21 grudnia 2014                         | [ c ]     | odwołany                                       | odwołany                                      | odwołany                                     |
| 6.                                                                                   | Davos                                   | 15 km s. dowolnym                       | 20 grudnia 2014                         | szczegóły | Anders Gløersen                                | Petter Northug                                | Chris André Jespersen                        |
| 7.                                                                                   | Davos                                   | Sprint s. dowolnym                      | 21 grudnia 2014                         | szczegóły | Federico Pellegrino                            | Aleksiej Pietuchow                            | Finn Hågen Krogh                             |
| Tour de Ski (3 – 11 stycznia 2015)                                                   |                                         |                                         |                                         |           |                                                |                                               |                                              |
|                                                                                      | Oberstdorf                              | 4,4 km s. dowolnym (prolog)             | 3 stycznia 2015                         | szczegóły | Dario Cologna                                  | Calle Halfvarsson                             | Petter Northug                               |
|                                                                                      | Oberstdorf                              | 15 km s. klasycznym (bieg pościgowy)    | 4 stycznia 2015                         | szczegóły | Petter Northug                                 | Alex Harvey                                   | Calle Halfvarsson                            |
|                                                                                      | Val Müstair                             | Sprint s. dowolnym                      | 6 stycznia 2015                         | szczegóły | Federico Pellegrino                            | Petter Northug                                | Martin Johnsrud Sundby                       |
|                                                                                      | Toblach                                 | 10 km s. klasycznym                     | 7 stycznia 2015                         | szczegóły | Aleksiej Połtoranin                            | Jewgienij Biełow                              | Martin Johnsrud Sundby                       |
|                                                                                      | Toblach                                 | 25 km s. dowolnym (bieg pościgowy)      | 8 stycznia 2015                         | szczegóły | Petter Northug                                 | Calle Halfvarsson                             | Jewgienij Biełow                             |
|                                                                                      | Val di Fiemme                           | 15 km s. klasycznym (start masowy)      | 10 stycznia 2015                        | szczegóły | Tim Tscharnke                                  | Aleksiej Połtoranin                           | Dario Cologna                                |
|                                                                                      | Val di Fiemme                           | 9 km s. dowolnym (bieg pościgowy)       | 11 stycznia 2015                        | szczegóły | Roland Clara                                   | Maurice Manificat                             | Toni Livers                                  |
| 8.                                                                                   | Tour de Ski – klasyfikacja końcowa      | Tour de Ski – klasyfikacja końcowa      | Tour de Ski – klasyfikacja końcowa      | szczegóły | Petter Northug                                 | Jewgienij Biełow                              | Calle Halfvarsson                            |
| Zakończenie Tour de Ski                                                              |                                         |                                         |                                         |           |                                                |                                               |                                              |
| 9.                                                                                   | Otepää                                  | Sprint s. klasycznym                    | 17 stycznia 2015                        | szczegóły | Tomas Northug                                  | Ola Vigen Hattestad                           | Toni Ketelä                                  |
| 10.                                                                                  | Otepää                                  | Sprint drużynowy s. dowolnym            | 18 stycznia 2015                        | szczegóły | Rosja I Aleksiej Pietuchow · Siergiej Ustiugow | Norwegia I Anders Gløersen · Finn Hågen Krogh | Włochy Dietmar Nöckler · Federico Pellegrino |
| 11.                                                                                  | Rybińsk                                 | 15 km s. dowolnym                       | 23 stycznia 2015                        | szczegóły | Dario Cologna                                  | Jewgienij Biełow                              | Siergiej Ustiugow                            |
| 12.                                                                                  | Rybińsk                                 | Sprint s. dowolnym                      | 24 stycznia 2015                        | szczegóły | Federico Pellegrino                            | Siergiej Ustiugow                             | Andriej Parfionow                            |
| 13.                                                                                  | Rybińsk                                 | 30 km bieg łączony                      | 25 stycznia 2015                        | szczegóły | Maksim Wylegżanin                              | Dario Cologna                                 | Matti Heikkinen                              |
| 14.                                                                                  | Östersund                               | Sprint s. klasycznym                    | 14 lutego 2015                          | szczegóły | Finn Hågen Krogh                               | Alex Harvey                                   | Timo André Bakken                            |
| 15.                                                                                  | Östersund                               | 15 km s. dowolnym                       | 15 lutego 2015                          | szczegóły | Finn Hågen Krogh                               | Maurice Manificat                             | Marcus Hellner                               |
| Mistrzostwa Świata w Narciarstwie Klasycznym 2015 w Falun (18 lutego – 1 marca 2015) |                                         |                                         |                                         |           |                                                |                                               |                                              |
| 16.                                                                                  | Lahti                                   | Sprint s. dowolnym                      | 7 marca 2015                            | szczegóły | Eirik Brandsdal                                | Sindre Bjørnestad Skar                        | Richard Jouve                                |
| 17.                                                                                  | Lahti                                   | 15 km s. klasycznym                     | 8 marca 2015                            | szczegóły | Francesco De Fabiani                           | Aleksiej Połtoranin                           | Sami Jauhojärvi                              |
| 18.                                                                                  | Drammen                                 | Sprint s. klasycznym                    | 11 marca 2015                           | szczegóły | Eirik Brandsdal                                | Finn Hågen Krogh                              | Ola Vigen Hattestad                          |
| 19.                                                                                  | Oslo                                    | 50 km s. dowolnym (start masowy)        | 14 marca 2015                           | szczegóły | Sjur Røthe                                     | Dario Cologna                                 | Martin Johnsrud Sundby                       |
| Zakończenie Sezonu 2014/2015                                                         |                                         |                                         |                                         |           |                                                |                                               |                                              |

## Klasyfikacje

### Kobiety
| Lp.  | Zawodniczka              | Punkty |
| ---- | ------------------------ | ------ |
| 1.   | Marit Bjørgen            | 2172   |
| 2.   | Therese Johaug           | 1388   |
| 3.   | Heidi Weng               | 1332   |
| 4.   | Ingvild Flugstad Østberg | 894    |
| 5.   | Ragnhild Haga            | 750    |
| 6.   | Maiken Caspersen Falla   | 661    |
| 7.   | Charlotte Kalla          | 620    |
| 8.   | Nicole Fessel            | 565    |
| 9.   | Denise Herrmann          | 548    |
| 10.  | Elizabeth Stephen        | 544    |
| ...  |                          |        |
| 13.  | Justyna Kowalczyk        | 411    |
| 34.  | Sylwia Jaśkowiec         | 206    |
| 66.  | Kornelia Kubińska        | 58     |
| 108. | Ewelina Marcisz          | 10     |

| Lp. | Zawodniczka       | Punkty |
| --- | ----------------- | ------ |
| 1.  | Marit Bjørgen     | 962    |
| 2.  | Therese Johaug    | 857    |
| 3.  | Heidi Weng        | 692    |
| 4.  | Charlotte Kalla   | 426    |
| 5.  | Ragnhild Haga     | 402    |
| 6.  | Nicole Fessel     | 399    |
| 7.  | Elizabeth Stephen | 360    |
| 8.  | Martine Ek Hagen  | 344    |
| 9.  | Julija Czekalowa  | 328    |
| 10. | Astrid Jacobsen   | 326    |
| ... |                   |        |
| 13. | Justyna Kowalczyk | 292    |
| 30. | Sylwia Jaśkowiec  | 123    |
| 65. | Kornelia Kubińska | 18     |
| 80. | Ewelina Marcisz   | 8      |

| Lp. | Zawodniczka              | Punkty |
| --- | ------------------------ | ------ |
| 1.  | Marit Bjørgen            | 610    |
| 2.  | Ingvild Flugstad Østberg | 560    |
| 3.  | Maiken Caspersen Falla   | 512    |
| 4.  | Stina Nilsson            | 345    |
| 5.  | Heidi Weng               | 280    |
| 6.  | Katja Višnar             | 260    |
| 7.  | Celine Brun-Lie          | 252    |
| 8.  | Hanna Falk               | 217    |
| 9.  | Natalja Matwiejewa       | 216    |
| 10. | Laurien van der Graaff   | 174    |
| ... |                          |        |
| 33. | Justyna Kowalczyk        | 67     |
| 51. | Sylwia Jaśkowiec         | 23     |
| 75. | Ewelina Marcisz          | 2      |

| Lp. | Zawodniczka             | Punkty |
| --- | ----------------------- | ------ |
| 1.  | Stina Nilsson           | 427    |
| 2.  | Teresa Stadlober        | 247    |
| 3.  | Nathalie von Siebenthal | 131    |
| 4.  | Petra Nováková          | 79     |
| 5.  | Lea Einfalt             | 77     |
| 6.  | Natalja Żukowa          | 65     |
| 7.  | Nathalie Schwarz        | 64     |
| 8.  | Sofia Henriksson        | 51     |
| 9.  | Maja Dahlqvist          | 51     |
| 10. | Victoria Carl           | 42     |

### Mężczyźni
| Lp. | Zawodnik               | Punkty |
| --- | ---------------------- | ------ |
| 1.  | Dario Cologna          | 1103   |
| 2.  | Petter Northug         | 1047   |
| 3.  | Calle Halfvarsson      | 897    |
| 4.  | Finn Hågen Krogh       | 870    |
| 5.  | Jewgienij Biełow       | 868    |
| 6.  | Martin Johnsrud Sundby | 748    |
| 7.  | Niklas Dyrhaug         | 613    |
| 8.  | Aleksiej Połtoranin    | 557    |
| 9.  | Alex Harvey            | 518    |
| 10. | Maksim Wylegżanin      | 488    |
| ... |                        |        |
| 70. | Maciej Staręga         | 81     |

| Lp. | Zawodnik               | Punkty |
| --- | ---------------------- | ------ |
| 1.  | Dario Cologna          | 821    |
| 2.  | Martin Johnsrud Sundby | 480    |
| 3.  | Jewgienij Biełow       | 456    |
| 4.  | Calle Halfvarsson      | 411    |
| 5.  | Petter Northug         | 401    |
| 6.  | Niklas Dyrhaug         | 385    |
| 7.  | Aleksiej Połtoranin    | 351    |
| 8.  | Maksim Wylegżanin      | 330    |
| 9.  | Alex Harvey            | 313    |
| 10. | Maurice Manificat      | 293    |

| Lp. | Zawodnik              | Punkty |
| --- | --------------------- | ------ |
| 1.  | Finn Hågen Krogh      | 479    |
| 2.  | Eirik Brandsdal       | 442    |
| 3.  | Federico Pellegrino   | 376    |
| 4.  | Aleksiej Pietuchow    | 298    |
| 5.  | Sondre Turvoll Fossli | 267    |
| 6.  | Siergiej Ustiugow     | 221    |
| 7.  | Tomas Northug         | 217    |
| 8.  | Petter Northug        | 214    |
| 9.  | Ola Vigen Hattestad   | 204    |
| 10. | Pål Golberg           | 187    |
| ... |                       |        |
| 30. | Maciej Staręga        | 81     |

| Lp. | Zawodnik                | Punkty |
| --- | ----------------------- | ------ |
| 1.  | Francesco De Fabiani    | 309    |
| 2.  | Siergiej Ustiugow       | 297    |
| 3.  | Sondre Turvoll Fossli   | 267    |
| 4.  | Iivo Niskanen           | 169    |
| 5.  | Sindre Bjørnestad Skar  | 112    |
| 6.  | Håvard Solås Taugbøl    | 106    |
| 7.  | Richard Jouve           | 72     |
| 8.  | Vegard Bjerkreim Nilsen | 54     |
| 9.  | Martin Løwstrøm Nyenget | 50     |
| 10. | Simen Hegstad Krüger    | 37     |

### Puchar Narodów
| Lp. | Państwo           | Punkty |
| --- | ----------------- | ------ |
| 1.  | Norwegia          | 8924   |
| 2.  | Szwecja           | 3231   |
| 3.  | Niemcy            | 2117   |
| 4.  | Finlandia         | 1825   |
| 5.  | Rosja             | 1673   |
| 6.  | Stany Zjednoczone | 1573   |
| 7.  | Polska            | 745    |
| 8.  | Słowenia          | 649    |
| 9.  | Francja           | 431    |
| 10. | Czechy            | 415    |

| Lp. | Państwo    | Punkty |
| --- | ---------- | ------ |
| 1.  | Norwegia   | 7867   |
| 2.  | Rosja      | 4323   |
| 3.  | Szwecja    | 2187   |
| 4.  | Szwajcaria | 1794   |
| 5.  | Włochy     | 1399   |
| 6.  | Finlandia  | 1329   |
| 7.  | Francja    | 1120   |
| 8.  | Kanada     | 761    |
| 9.  | Kazachstan | 572    |
| 10. | Niemcy     | 421    |
| ... |            |        |
| 15. | Polska     | 117    |

| Lp. | Państwo           | Punkty |
| --- | ----------------- | ------ |
| 1.  | Norwegia          | 16791  |
| 2.  | Rosja             | 5996   |
| 3.  | Szwecja           | 5418   |
| 4.  | Finlandia         | 3154   |
| 5.  | Niemcy            | 2538   |
| 6.  | Szwajcaria        | 2148   |
| 7.  | Stany Zjednoczone | 1836   |
| 8.  | Włochy            | 1689   |
| 9.  | Francja           | 1551   |
| 10. | Polska            | 862    |

## Wyniki Polaków

### Kobiety
| Zawodniczka         | Ruka 29.11 | Ruka 30.11 | Lillehammer 5.12 | Lillehammer 6.12 | Lillehammer 7.12 | LT | Davos 13.12 | Davos 14.12 | Davos 20.12 | Davos 21.12 | Oberstdorf 3.01 | Oberstdorf 4.01 | Münstertal 6.01 | Toblach 7.01 | Toblach 8.01 | Val di Fiemme 10.01 | Val di Fiemme 11.01 | TdS | Otepää 17.01 | Rybińsk 23.01 | Rybińsk 24.01 | Rybińsk 25.01 | Östersund 14.02 | Östersund 15.02 | Lahti 7.03 | Lahti 8.03 | Drammen 11.03 | Oslo 15.03 |
| Sylwia Jaśkowiec    | 52         | 46         | 38               | 25               | 41               | 36 | –           | 32          | 25          | 50          | 24              | 23              | 28              | 31           | 17           | 16                  | 17                  | 16  | 37           | 11            | 14            | –             | 44              | 15              | 29         | 21         | 33            | 28         |
| Justyna Kowalczyk   | 7          | 4          | 37               | 28               | 4                | 10 | 7           | 53          | –           | –           | 10              | 6               | 15              | 5            | 6            | 7                   | DNF                 | –   | 16           | 36            | DNS           | –             | –               | –               | –          | –          | 31            | –          |
| Magdalena Kozielska | –          | –          | –                | –                | –                | –  | –           | –           | –           | –           | –               | –               | –               | –            | –            | –                   | –                   | –   | –            | –             | –             | –             | –               | 62              | –          | –          | –             | –          |
| Kornelia Kubińska   | 61         | 37         | 85               | 64               | 46               | 55 | 34          | –           | 41          | –           | 59              | 43              | 51              | 34           | 29           | 25                  | 21                  | 21  | –            | –             | –             | –             | –               | DNS             | –          | –          | –             | –          |
| Paulina Maciuszek   | –          | –          | 90               | 38               | 65               | 61 | –           | –           | –           | –           | –               | –               | –               | –            | –            | –                   | –                   | –   | –            | –             | –             | –             | –               | –               | –          | –          | –             | –          |
| Ewelina Marcisz     | 39         | 36         | 29               | 27               | 45               | 40 | –           | –           | 44          | 38          | –               | –               | –               | –            | –            | –                   | –                   | –   | –            | –             | –             | –             | –               | 38              | 45         | 27         | –             | –          |

### Mężczyźni
| Zawodnik          | Ruka 29.11 | Ruka 30.11 | Lillehammer 5.12 | Lillehammer 6.12 | Lillehammer 7.12 | LT | Davos 13.12 | Davos 14.12 | Davos 20.12 | Davos 21.12 | Oberstdorf 3.01 | Oberstdorf 4.01 | Münstertal 6.01 | Toblach 7.01 | Toblach 8.01 | Val di Fiemme 10.01 | Val di Fiemme 11.01 | TdS | Otepää 17.01 | Rybińsk 23.01 | Rybińsk 24.01 | Rybińsk 25.01 | Östersund 14.02 | Östersund 15.02 | Lahti 7.03 | Lahti 8.03 | Drammen 11.03 | Oslo 14.03 |
| Jan Antolec       | 77         | 78         | 100              | 90               | 90               | 88 | –           | –           | 76          | 73          | 92              | 86              | 78              | 70           | –            | –                   | –                   | –   | –            | –             | –             | –             | –               | –               | 77         | 66         | –             | –          |
| Sebastian Gazurek | 78         | –          | –                | –                | –                | –  | 61          | 81          | 78          | 71          | 80              | 77              | 76              | 68           | –            | –                   | –                   | –   | –            | –             | –             | –             | 61              | 83              | –          | –          | –             | –          |
| Paweł Klisz       | –          | –          | 113              | 103              | DNF              | –  | –           | –           | –           | –           | –               | –               | –               | –            | –            | –                   | –                   | –   | –            | –             | –             | –             | –               | –               | –          | –          | –             | –          |
| Maciej Kreczmer   | –          | 59         | 83               | 68               | 51               | 60 | 49          | –           | –           | –           | 65              | 45              | 53              | 53           | 45           | 36                  | 43                  | 41  | 58           | –             | –             | –             | –               | –               | –          | –          | –             | –          |
| Konrad Motor      | –          | –          | –                | –                | –                | –  | DNF         | 75          | –           | –           | –               | –               | –               | –            | –            | –                   | –                   | –   | –            | –             | –             | –             | –               | –               | 41         | 60         | 60            | –          |
| Maciej Staręga    | 53         | DNF        | 30               | 72               | 81               | 79 | –           | 9           | –           | 25          | 63              | 73              | 7               | 61           | –            | –                   | –                   | –   | 46           | –             | –             | –             | 33              | –               | 18         | –          | 51            | –          |